# Замок Терена
Замок Терена (порт. Castelo de Terena) — средневековый замок во фрегезии Терена города Аландроал округа Эвора Португалии.

## История
О ранней истории поселения ничего не известно.
В 1262 году король Афонсу III (1248—1279) пожаловал Терену рыцарю Жилю Мартиньшу и его жене, Марии Жуан. Хотя точная дата строительства замка не известна, считается, что оно началось именно в этот период, так как долина реки Гвадиана имела стратегическое значение для португальской короны.
Во время правления Фернанду I (1367—1387) замок был усилен барбаканом (1380).
После кризиса 1383—1385 годов Жуан I (1385—1433) сделал пожертвование из личных средств Ависскому ордену, что позволило провести реконструкцию и укрепления замка.
Жуан II (1481—1495) назначил алькальдом деревни Нуну Мартиньша да Силвейру (1482) с поручением продолжить укрепления замковых сооружений. Работы были продолжены в первые десятилетия XVI века, во времена правления короля Мануэля I (1495—1521), тогда же были построены донжон и дворец алькальдов.
В контексте войны за восстановление независимости Португалии оборонительные укрепления замка были ослаблены в пользу усиления Элваша.
В XVIII веке замок серьезно пострадал от землетрясения 1755 года.
2 июня 1946 года замок был объявлен национальным памятником. В 1937 году он перешел под опеку Генерального директората по вопросам национальных зданий и памятников (DGEMN), который начал реконструкцию наружной стены и восстановление её зубцов.
С 2000 года замок используется в качестве места для ежегодного совещания Inter-Medieval - международной ассоциации по сохранению средневекового исторического наследия. Одним из самых ярких мероприятий в рамках совещания является фестиваль с воссозданием средневекового рыцарского турнира.

## Архитектура
Замок имеет неправильную пятиугольную планировку, четыре круглые башни расположены асимметрично, и только одна из них защищает угол стены. Главные ворота защищены с двух сторон башнями.
Донжон имеет четырехугольную форму, внутренне разделен на два этажа. Напротив главных ворот, на востоке крепостной стены, расположены ворота Porta do Sol («Ворота солнца»).